# Njuk
Njuk (russisch Нюк, finnisch Nuokkijärvi) ist ein See in der Republik Karelien im Nordwesten von Russland.  
Der See hat eine Fläche von 214 km². Einschließlich Inseln sind es 220 km². Die Höhe liegt bei 134 m. Es gibt zahlreiche Inseln im See. Hauptzufluss des Sees ist der Nogeusjoki. Der Njuk besitzt zwei Abflüsse, Rastas (Растас) und Chjame (Хяме), welche beide nach etwa 11 km in den östlich verlaufenden Tschirka-Kem, einem Nebenfluss des Kem, münden. 